# Gracilentulus atlantidis
Gracilentulus atlantidis är en urinsektsart som beskrevs av Andrzej Szeptycki 1993. Gracilentulus atlantidis ingår i släktet Gracilentulus och familjen lönntrevfotingar. Inga underarter finns listade i Catalogue of Life.